# Brain Prize
Der Brain Prize ist ein Wissenschaftspreis, der seit 2011 von der Grete Lundbeck European Brain Research Foundation mit Sitz in Kopenhagen vergeben wird.
Der Preis ist mit einer Million Euro dotiert. Er wird an einen oder mehrere Wissenschaftler vergeben, die herausragende Beiträge zu den europäischen Neurowissenschaften geleistet haben. Es werden keine besonderen Anforderungen an die Preisträger bezüglich Anstellung oder formalem Berentungszustand gestellt, es wird aber erwartet, dass sie ihre Forschung noch ein Jahrzehnt fortführen können.

## Preisträger
- 2011 Péter Somogyi, Tamás Freund, György Buzsáki für ihre weitrechende, technisch und konzeptuell brillante Forschung über die funktionale Organisation neuronaler Schaltkreise in der Großhirnrinde, speziell im Hippocampus, eine Region die wesentlich für bestimmte Gedächtnisformen ist (For their wide-ranging, technically and conceptually brilliant research on the functional organization of neuronal circuits in the cerebral cortex, especially in the hippo-campus, a region that is crucial for certain forms of memory) (Laudatio)
- 2012 Christine Petit, Karen Steel für ihre einzigartigen, weltweit führenden Beiträge zu unserem Verständnis der genetischen Regulation der Entwicklung und Funktionsweise des Ohrs, und für die Aufklärung der Ursachen vieler der hundere verschiedenen Formen von Taubheit (For their unique, world-leading contributions to our understanding of the genetic regulation of the development and functioning of the ear, and for elucidating the causes of many of the hundreds of inherited forms of deafness) (Laudatio)
- 2013 Ernst Bamberg, Edward Boyden, Karl Deisseroth, Peter Hegemann, Gero Miesenböck, Georg Nagel für ihre Erfindung und Verfeinerung der Optogenetik. Diese revolutionäre Technik erlaubt genetisch spezifizierte Populationen von Neuronen mit Licht an- oder abgeschaltet zu werden, was nicht nur die Möglichkeit der Klärung der Charakteristik normaler und abnormaler neuronaler Schaltkreise erlaubt, sondern auch neue Herangehensweisen für die Behandlung von Krankheiten des Gehirns (For their invention and refinement of optogenetics. This revolutionary technique allows genetically specified populations of neurons to be turned on or off with light, offering not only the ability to elucidate the characteristics of normal and abnormal neural circuitry but also new approaches to treatment of brain disorders) (Laudatio)
- 2014 Giacomo Rizzolatti, Stanislas Dehaene, Trevor W. Robbins für ihre Pionierforschung zu höheren Mechanismen des Gehirns, die solche komplexen Funktionen wie Sprachgewandheit, Rechenfähigkeit, Verhaltensmotivation und soziale Wahrnehmung aufklären, und für ihre Bemühungen kognitive und Verhaltens-Störungen zu verstehen (For their pioneering research on higher brain mechanisms underpinning such complex human functions as literacy, numeracy, motivated behaviour and social cognition, and for their efforts to understand cognitive and behavioural disorders) (Laudatio)
- 2015 Winfried Denk, Arthur Konnerth, Karel Svoboda, David W. Tank für die Erfindung, Verfeinerung und Nutzung von Zweiphotonen-Mikroskopie, die detaillierte, dynamische Bilder der Aktivität individueller Nervenzellen, Dentriten und Synapsen liefern, womit sie das Studium von Entwicklung, Plastizität und Funktionsweise von Schaltkreisen im Gehirn umwälzten (For invention, refinement and use of two-photon microscopy to provide detailed, dynamic images of activity in individual nerve cells, dendrites and synapses, thereby transforming the study of development, plasticity and functional circuitry of the brain) (Laudatio).
- 2016 Timothy Bliss, Graham Collingridge, Richard G. Morris für ihre bahnbrechende Forschung über die zelluläre und molekulare Basis der Langzeitpotenzierung und dem Nachweis, dass diese Form synaptischer Plastizität räumlichem Gedächtnis und Lernen zugrunde liegt (For their ground-breaking research on the cellular and molecular basis of Long-Term Potentiation and the demonstration that this form of synaptic plasticity underpins spatial memory and learning) (Laudatio).
- 2017 Peter Dayan, Ray Dolan, Wolfram Schultz für ihre multidisziplinäre Analyse von Mechanismen des Gehirns, die Lernen mit Belohnung verbinden, was weitreichende auf das Verständnis menschlichen Verhaltens hat, einschließlich Störungen der Entscheidungsfindung unter Bedingungen wie Spielen, Drogensucht, zwanghaftem Verhalten und Schizophrenie (For their multidisciplinary analysis of brain mechanisms that link learning to reward, which has far-reaching implications for the understanding of human behaviour, including disorders of decision-making in conditions such as gambling, drug addiction, compulsive behaviour and schizophrenia) (Laudatio).
- 2018 Bart De Strooper, Michel Goedert, Christian Haass, John A. Hardy für ihre bahnbrechende Forschung zur genetischen und molekularen Basis der Alzheimer-Krankheit, mit weitrechenden Folgen für die Entwicklung von neuen therapeutischen Maßnahmen sowie für das Verständnis anderer neurodegenerativer Krankheiten des Gehirns (For their groundbreaking research on the genetic and molecular basis of Alzheimer’s disease, with far-reaching implications for the development of new therapeutic interventions as well as for the understanding of other neurodegenerative diseases of the brain) (Laudatio).
- 2019 Marie-Germaine Bousser, Hugues Chabriat, Anne Joutel, Elisabeth Tournier-Lasserve für mehr als 30 Jahre Forschung für die Beschreibung, das Verständnis und die Diagnose der häufigsten vererbbaren Form des Schlaganfalls, CADASIL (for more than 30 years spent describing, understanding and diagnosing the most common inherited form of stroke, CADASIL) (Laudatio).
- 2020 Adrian Bird, Huda Zoghbi für ihre fundamentale und Pionier-Arbeit zum Rett-Syndrom (for their fundamental and pioneering work on Rett syndrome) (Laudatio).
- 2021 Lars Edvinsson, Peter Goadsby, Michael Moskowitz, Jes Olesen für ihre grundlegenden Arbeiten zu den Ursachen und der Behandlung der Migräne (for their groundbreaking work on the causes and treatment of migraine) (Laudatio).
- 2022 Silvia Arber, Ole Kiehn, Martyn Goulding dafür, dass sie unser Verständnis der neuronalen Zelltypen und Schaltkreise, die der Bewegung zugrunde liegen, revolutioniert haben (for having revolutionized our understanding of the neuronal cell types and circuits underlying movement) (Laudatio).
- 2023 Michael E. Greenberg, Christine E. Holt und Erin Schuman dafür, dass sie unser Verständnis darüber revolutioniert haben, wie Neuronen Tausende verschiedener Proteine regulieren – die Bausteine des Lebens, die zur Unterstützung der Entwicklung, Plastizität und Erhaltung des Gehirns benötigt werden (for having revolutionized our understanding of how neurons regulate the thousands of different proteins – the building blocks of life, that are needed to support brain development, plasticity and maintenance).
- 2024 Larry Abbott, Terrence Sejnowski und Haim Sompolinsky für ihre grundlegende Arbeit auf dem Gebiet der mathematischen und theoretischen Neurowissenschaften (for their foundational work in computational and theoretical neuroscience).
- 2025 Michelle Monje und Frank Winkler für Pionierarbeiten auf dem Gebiet der Krebsneurowissenschaften (for pioneering the field of Cancer Neuroscience).